# The Well's on Fire
Albums de Procol Harum
One More Time – Live in Utrecht 1992
(1999) Secrets of the Hive
(2007)
The Well's on Fire est un album de Procol Harum sorti en 2003.

## Titres
Toutes les chansons sont écrites par Keith Reid et composées par Gary Brooker, sauf mention contraire.
1. An Old English Dream – 4:40
2. Shadow Boxed – 3:33
3. A Robe of Silk – 2:41
4. The Blink of an Eye – 4:40
5. The VIP Room – 4:55
6. The Question (Fisher, Reid) – 5:00
7. This World Is Rich (For Stephen Maboe) – 5:18
8. Fellow Travellers (Fisher, Reid) – 4:46
9. Wall Street Blues – 4:25
10. The Emperor's New Clothes – 4:16
11. So Far Behind – 3:51
12. Every Dog Must Have His Day (Brooker, Fisher, Reid) – 5:19
13. Weisselklenzenacht (The Signature) (Fisher) – 5:24

## Musiciens
- Gary Brooker : piano, chant
- Mark Brzezicki : batterie, percussions
- Matthew Fisher : orgue
- Matt Pegg : basse
- Geoff Whitehorn : guitare
- Keith Reid : paroles
- Roger Taylor : chœurs (2)